# Dendropanax palustris
Dendropanax palustris là một loài thực vật có hoa trong Họ Cuồng cuồng. Loài này được (Ducke) Harms mô tả khoa học đầu tiên năm 1942.